# Chiscani
Chiscani là một xã thuộc hạt Brăila, România. Dân số thời điểm năm 2002 là 5373 người.